# Shōwa Joshi Daigaku

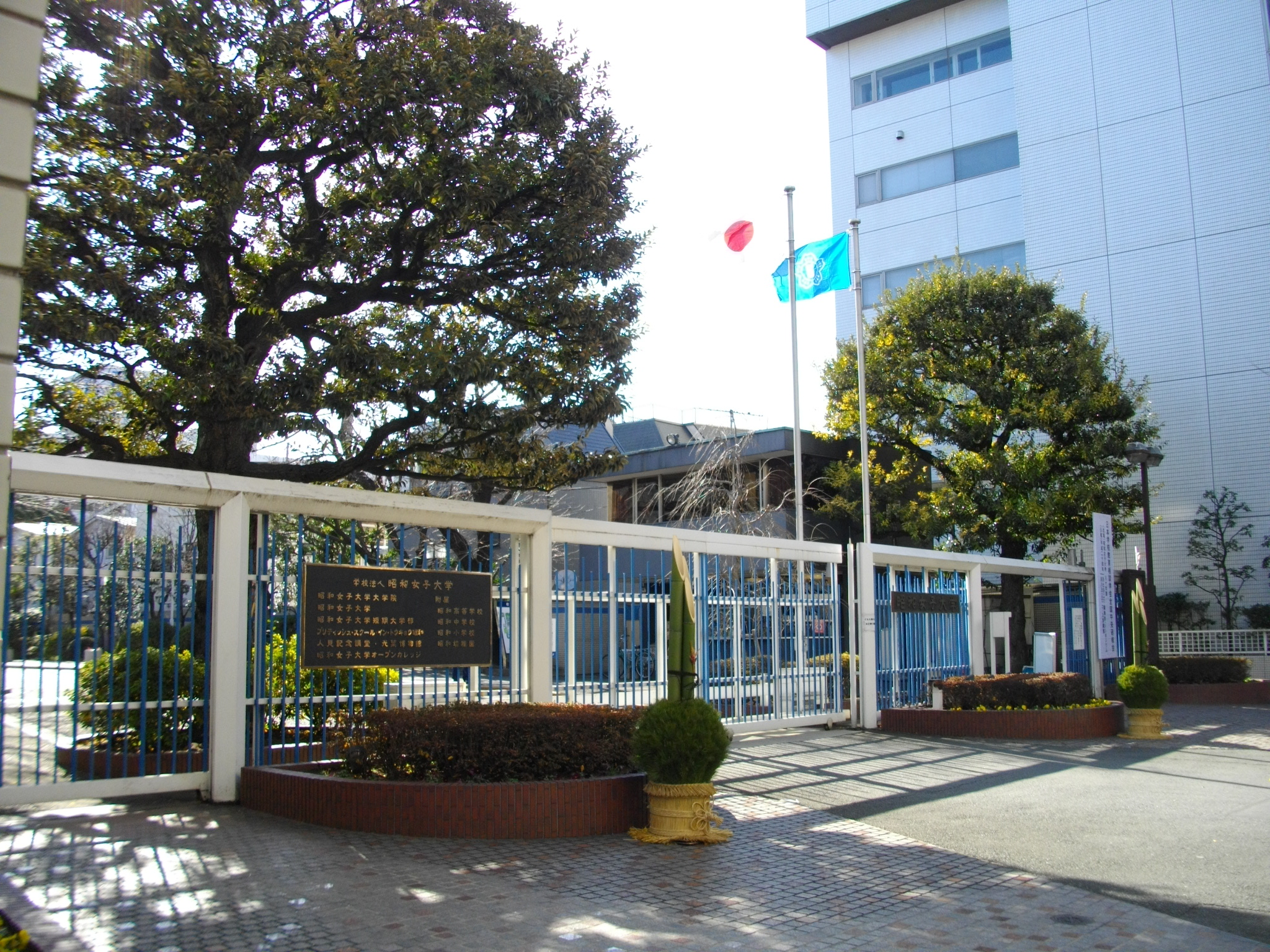
Shōwa Joshi Daigaku

Die Shōwa Joshi Daigaku (japanisch 昭和女子大学, englisch Shōwa Women´s University, deutsch Shōwa-Frauenuniversität) ist eine 1920 gegründete, private japanische Hochschule für Frauen in Tokio, die die offizielle Anerkennung des Kultus- & Wissenschaftsministeriums, des englischen „Ministeriums für Erziehung, Kultur, Sport, Wissenschaft und Technik“, besitzt.

## Geschichte
1920 wurde unter der Mitwirkung von Enkichi Hitomi (1883–1974), einem japanischen Poeten und Wissenschaftler, der sich dem Aufbau einer Frieden liebenden Gesellschaft nach den Grausamkeiten des Ersten Weltkriegs verschrieben hatte, seiner Frau Midori Hitomi und der Japanischen Frauen Vereinigung eine technische japanische Mädchenschule in Tokio im heutigen Bunkyō-ku gegründet. Deren wichtigstes Bildungsziel war es, Frauen zu fördern, um eine neue japanische Kultur ins Leben zu rufen und das menschliche Wohlergehen zu fördern. Die erste Klasse bestand aus acht Schülerinnen und fünf Vollzeitdozenten.
1946 wurde das Schulgebäude nach Setagaya-Ku verlegt, da die alten Gebäude kriegsbedingt Schaden genommen hatte. Drei Jahre später wurde die Schule in Shōwa Joshi Daigaku umbenannt und die Fakultät für Kunst und Wissenschaften eingerichtet.
Die Shōwa Frauenuniversität hat zwischen 6000 und 6999 Studierende und gilt damit als mittelgroße Universität.
Seit 2023 ist Akira Kaneo der Universitätspräsident.

## Studiengänge
Im Grundstudium werden an der Shōwa Joshi Daigaku die Fächer Internationale Geisteswissenschaften, Geisteswissenschaften und Kultur, Lebensmittel- und Gesundheitswissenschaften, Geistes- und Sozialwissenschaften, Global Business sowie Umweltwissenschaften und Design angeboten. Im Graduiertenprogramm gibt es die Wahl zwischen Letters und Human Life Science.
Das Programm der Universität ermöglicht, verschiedene Zertifikate im Pre-Bachelor-Niveau abzulegen, sowie das Studium mit einem Bachelor, Master und Doktor zu beenden. Um einen Studienplatz zu erhalten, müssen Eingangsprüfungen erfolgreich abgeschlossen werden. In der Regel bestehen 40 bis 49 % der Anwärterinnen. Auch Interessierte aus dem Ausland können sich um einen Studienplatz bewerben. Den Studierenden stehen neben dem Hauptgebäude auch Sporteinrichtungen, Wohnheime und eine Bibliothek zur Verfügung. Außerdem gibt es die Möglichkeit, sich um Stipendien zu bewerben.
Verschiedene Programme der Hochschule zielen darauf ab, so der Universitätspräsident Akira Kaneo, die Studierenden mit den notwendigen Fähigkeiten auszustatten, um sich mit aktuellen gesellschaftlichen Themen wie Globalisierung, Kreativität und Teilhabe an der Gesellschaft auseinanderzusetzen.

### Internationaler Austausch
Die Shōwa Joshi Daigaku unterhält seit 1988 eine Zweigstelle in Boston. Deren Ziel ist einerseits, japanischen Studierenden die Möglichkeit zu geben, das Leben in den USA kennenzulernen und sich in der englischen Sprache zu üben, und andererseits, eine engere japanisch-amerikanische Zusammenarbeit durch Kontakte zu Unternehmen, kulturellen Veranstaltungen und Austauschprogrammen zu fördern. Im Showa Boston Institute wird auch Sprachunterricht in Japanisch angeboten.

## Campus
Der in Setagaya-Ku in Tokio liegende Campus verfügt außer den Unterrichtsräumen auch über eine Bibliothek, einen Konzertsaal namens Hitomi Memorial Hall, dem Koyo Museum mit wechselnden Ausstellung unter anderem auch der Arbeiten von Designstudierenden, eine Cafeteria, ein Geschäft, einen Park einer Turnhalle sowie einen Aufenthaltsraum für Studierende, der Student Hall.

## Bekannte Absolventinnen
- Mitsu Dan
- Keiko Fukuda
- Satoko Kitahara
- Emi Machida
- Yuko Nagayama
- Junko Tabei